# Vibrationswendelförderer

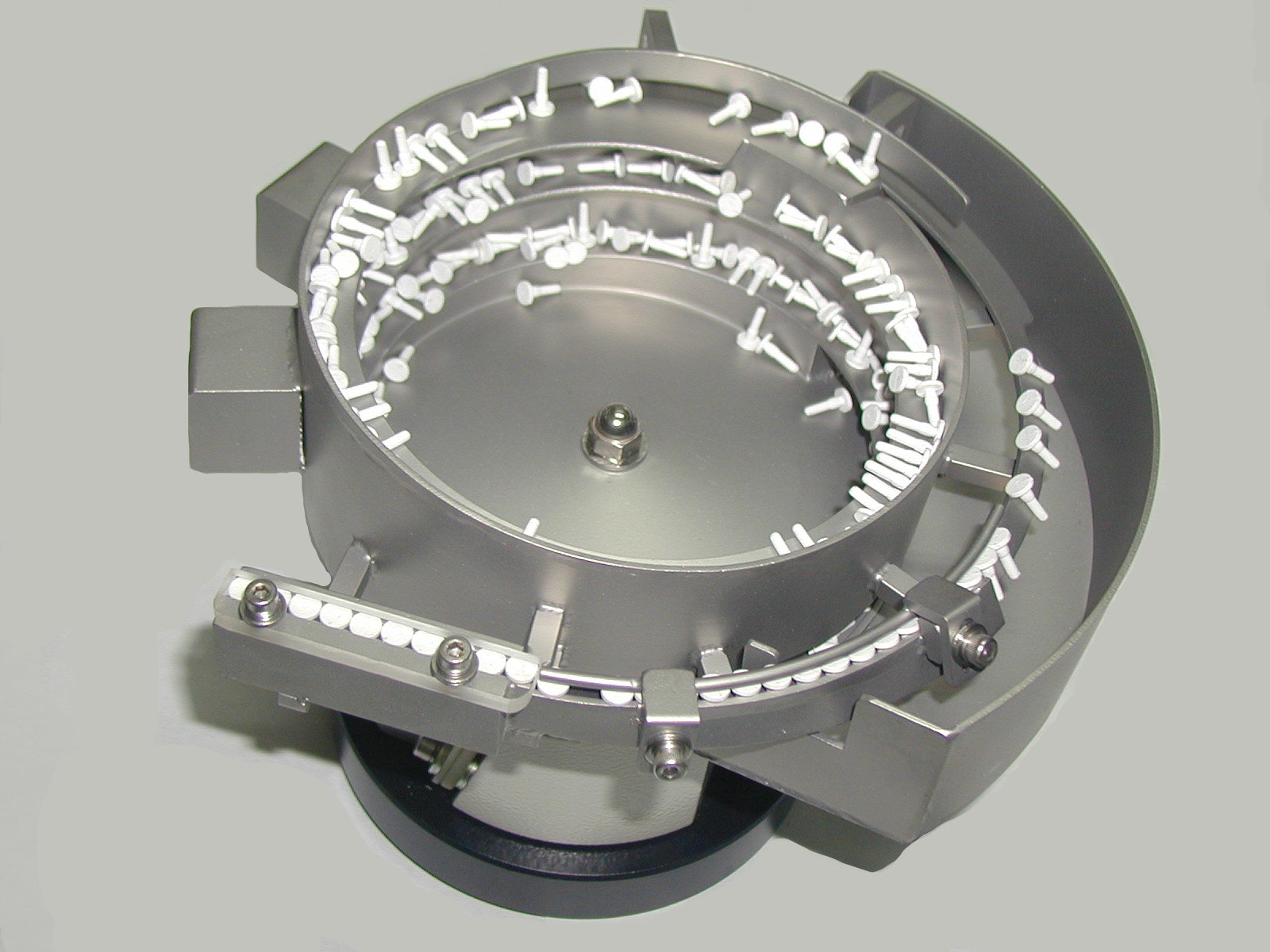
Vibrationswendelförderer

Vibrationswendelförderer (oft verkürzt zu Wendelförderer) sind Schwingförderer für die vertikale Förderung. Gefördert werden staubförmige bis grobkörnige Schüttgüter sowie stückige Güter. Neben dem Transport werden sie vielfach eingesetzt um als Schüttgut vorliegende Kleinteile (z. B. Schrauben, elektronische Bauteile) zu sortieren oder zur automatischen Weiterverarbeitung lagerichtig bereitzustellen.

## Funktionsweise
Die grundlegende Funktionsweise eines Vibrationswendelförderers entspricht der aller Schwingförderer. Das Förderorgan, hier die Wendelbahn, wird mittels elektromagnetischem Schwingantrieb in Vibration versetzt. Dadurch wird das aufliegende Produkt in kleinen Wurfbewegungen, dem Mikrowurf, in Förderrichtung geworfen und somit fortbewegt bzw. transportiert.
Die Schwingung wird durch das Magnetfeld einer Spule (mit Wechselstrom betriebener Elektromagnet) erzeugt. Durch ein Steuergerät kann die Amplitude und die Schwingfrequenz und somit die Fördergeschwindigkeit eingestellt werden. Der Körper vibriert um seinen Mittelpunkt. Bei der kleinen Vibrationsbewegung in Förderrichtung (mit oder gegen den Uhrzeigersinn, typabhängig) wird durch den mechanischen Aufbau des Förderers, abhängig von der Wurfkennziffer eine Aufwärtsbewegung vollführt (Mikrowurf). Das Sortiergut wird somit mitbewegt. Bei der Vibrationsbewegung gegen die Förderrichtung findet eine kleine Abwärtsbewegung statt und das Sortiergut hat keinen oder einen geringeren mechanischen Kontakt zur Bahn des Schwingförderers. Durch die Trägheit des Sortierguts verharrt es und wird durch die nächste Vibrationsbewegung in Förderrichtung wieder ein kleines Stück weiter zum Auslauf bewegt (Mikrowurfprinzip). Die Amplitude der Vibrationsbewegung wird durch den Luftspalt des Magnets begrenzt und ist baugrößenabhängig.
Elektromagnetische Schwingantriebe sind in Baugrößen von ca. 60 mm bis zu 1000 mm (Antriebs- bzw. Sitzdurchmesser) erhältlich.
Bei kleineren Geräten bis etwa 400 mm Antriebsdurchmesser wird meist eine Schwingfrequenz von 100 Hz (Vollwellenbetrieb) eingesetzt. Hierbei beträgt der Luftspalt meist zwischen 0,1 und 1,2 mm. Diese Schwingfrequenz von 100 Hz wird angewandt, um bei kleineren oder leichteren Werkstücken eine ruhige und schonende Förderung zu erreichen.
Bei Geräten mit Baugrößen ab etwa 500 mm, bis zu 1000 mm Antriebsdurchmesser wird eine Schwingfrequenz von 50 Hz (Halbwellenbetrieb) eingesetzt. In diesem Fall kann der Luftspalt bis zu 3,5 mm und mehr betragen.
Am effizientesten arbeiten die Wendelförderer wenn sie genau mit der, sich durch den Aufbau ergebenden, mechanischen Resonanzfrequenz angeregt werden. Häufig liegt diese nur einige wenige Hertz unter oder über der Nennfrequenz. Je nach Beladung durch das Fördergut ändert sich die Resonanzfrequenz. Einige speziell dafür entwickelte Frequenzregelgeräte ("vollautomatische Frequenzregler") können diese Frequenzänderung automatisch nachregeln um somit ständig konstante Schwingungen hervorzurufen. 
Der Fördereffekt und der Verschleiß kann durch verschiedene Materialien und Beschichtungen beeinflusst werden (z. B. Kunststoffbeschichtungen des Stahl-Korpusses). Bei öligen Fördergütern hat sich der Einsatz von speziellen Förderbürstenbelägen bewährt.
Die Sortieroberteile von Vibrationswendelförderern haben die Form eines Topfes mit einer fest verbundenen schraubenförmigen Förderbahn (Wendel), der nach oben hin oft geweitet ist. Hierbei unterscheidet man zwischen Kegelform, Stufenform und Zylinderform. Jeder Rütteltopf kann nur ein Sortiergut bestimmter Größe und Masse fördern. Durch Auswechseln von Bauteilen, können ähnliche Produkte sortiert und gefördert werden, aber nie verschiedene gleichzeitig. Der Korpus ist meist maschinell vorgefertigt. Die Anpassungen (Bahnen, Schikanen) werden üblicherweise in Handarbeit ausgeführt. Die meisten Vibrationswendelförderer sind daher Einzelstücke.
Durch zusätzliche Sortierelemente (sog. "Schikanen") wird das Sortiergut lagerichtig orientiert und kann so weiterverarbeitet werden. Nicht lagerichtig geförderte Teile, die nicht gedreht werden können, gelangen durch weitere Schikanen wieder zurück in den Topf.

## Verwendung
- Meist werden sie in der Industrie eingesetzt, um Schüttgut schonend von unten nach oben zu transportieren.
- Da sich durch die schraubenförmige Anordnung der Förderbahn eine lange, wirksame Förderstrecke ergibt, verweilt das Schüttgut relativ lange auf der Förderbahn. Wird das Produkt in heißem Zustand aufgegeben, kühlt es während dieser Verweilzeit auf der Förderbahn ab, meist ohne zusätzliche Kühlaggregate einsetzen zu müssen. Durch entsprechende technische Ausführungen kann aber auch zusätzlich mit Wasser oder Luft gekühlt werden. Man spricht dann von einem Wendelkühler, Vibrationswendelkühler oder Kühlwendelförderer. Wird dagegen zusätzlich geheizt (z. B. mit Wasser oder Thermalöl), bezeichnet man ihn als Heizwendelförderer.
- In kleineren Baugrößen wird der Wendelförderer meist zum Sortieren von Schrauben, Drehteilen, elektronischen Teilen usw. verwendet. Diese Funktion wird  durch den Einbau verschiedener Sortierelemente (so genannte Schikanen) erreicht. Das Sortiergut wird dann lagerichtig orientiert und einem weiterführenden Arbeitsprozess zugeführt.

## Andere Bezeichnungen
In der Praxis findet man verschiedene andere Bezeichnungen für Wendelförderer. Diese betonen jeweils bestimmte Aspekte des Wendelförderers oder seiner Anwendung und tilgen teilweise Information über andere Aspekte. Sie sind daher unpräzise und in der tatsächlichen Anwendung nur je aus dem technischen Kontext vollständig bestimmt und insofern problematisch.
Für einen Wendelförderer mit dem Hauptzweck des Transports von Teilen kann man entsprechend seinem Zweck auch allgemein (unter Vernachlässigung des Funktionsprinzips) den Begriff "Teileförderer" in der Praxis finden. Dieser allgemeine Begriff trifft dann aber auch auf entsprechend verwendete Linearförderer u. a. zu. 
Unter dem Aspekt der Topfform und der Förderaufgabe kommt der Begriff "Topfförderer" vor, der andere Bauformen (wie etwa den Linearförderer) ausschließt. Der Begriff liefert keine Information darüber, ob während des Transportvorgangs zugleich sortiert wird. Ob eine solche Doppelanwendung vorliegt, ist dann bei Bedarf gesondert festzustellen.
Für einen zum Sortieren von Teilen verwendeten Wendelförderer kann man gleicherweise auch den Begriff "Ordnungsautomat" verwendet finden. Da ein solcher Wendelförderer meist die Form und Größe eines Topfes hat, findet man dafür auch den Begriffe "Sortiertopf" verwendet.
Unter dem Aspekt der Rüttelbewegung in Verbindung mit der Topfform findet man auch den (alle anderen Aspekte vernachlässigenden) Begriff "Rütteltopf" in Gebrauch. Ein Rütteltopf könnte aber auch einen anderen Zweck als das Sortieren von Teilen haben (Tilgung der Information, ob tatsächlich sortiert werden soll oder etwas anderes).